# حادثة بانيا لوكا
حادثة بانيا لوكا وقعت في 28 فبراير 1994 عندما اشتبكت فيها ست طائرات هجومية خفيفة من طراز جاي-21 ياسترب من طراز جاي-21 ياسترب من سلاح الجو لجمهورية صرب البوسنة وأسقطت أربع منها طائرات حربية تابعة لحلف شمال الأطلسي تابعة للقوات الجوية الأمريكية. المقاتلات الأمريكية من طراز إف-16 اشتبكت فوق جنوب غرب بانيا لوكا بالبوسنة والهرسك ونجحت في تدمير العديد من الطائرات الحربية لصرب البوسنة التي هاجمت مصنع في البوسنة والهرسك بينما لم تتكبد خسائر. كان أول عمل قتالي نشط جو-جو في تاريخ الناتو.

## قصف نوفي ترافنيك
في فبراير 1994 تم إلحاق سرب المقاتلات 526 «الفرسان السود» ومقره في قاعدة رامشتين الجوية بألمانيا بمجموعة العمليات 401 (المؤقتة) التي تعمل من أفيانو إيه بي بإيطاليا كجزء من عملية حظر الطيران التابعة لحلف الناتو. في 28 فبراير كانت طائرة مكونة من طائرتين من طراز إف-16 وهما «الفارس 25» و «الفارس 26» تعبران المجال الجوي الكرواتي لإجراء تدريب للدعم الجوي القريب بالقرب من سراييفو عاصمة البوسنة والهرسك عندما اكتشفوا ستة اتصالات رادار مجهولة الهوية متجهة شرقا في منطقة منع الطيران. لم تكن هذه الاتصالات مرئية على الفور لطائرات أواكس التابعة لحلف الناتو وهي تحلق فوق الأراضي المجرية بسبب المسافة والتضاريس الجبلية. بعد عدة دقائق تمكنت أواكس من إقامة اتصال جنوب بانيا لوكا في الساعة 6:35 صباحا وتم توجيه سربين آخرين من طراز إف-16 وهما السربان الأسود 03 والأسود 04 إلى المنطقة وتم اعتراض ست طائرات من طراز جاي-21 ياسترب واثنتين من طراز جاي-22 طائرات أوراو التي كانت تقصف مصنع «براتستفو» العسكري في نوفي ترافنيك.
وفقا لقواعد الاشتباك للأمم المتحدة وحلف شمال الأطلسي صدرت أوامر «الهبوط أو الخروج من منطقة حظر الطيران أو الاشتباك» مرتين لكن تم تجاهل التحذيرات. وأثناء الإنذار قامت الطائرات المخالفة بإلقاء قنابل على هدفها مما أدى إلى اشتعال النيران فيها. في مثل هذه الظروف يمتلك الناتو «مفتاح واحد» مما يعني أن هناك حاجة إلى تصريح واحد فقط لذلك كان مركز العمليات الجوية المشتركة قادر على الفور على توجيه طائرات إف-16 للهجوم.

## الاشتباك الجوي
اتجهت طائرات ياسترب التابعة لصرب البوسنة شمالا عائدة إلى قاعدتهم. في الساعة 6:45 صباحا اشتبك مقاتلو الناتو مع خصومهم. أطلق الكابتن روبرت جي رايت صاروخ إيه آي إم-120 أمرام وأسقط أول طائرة من طراز ياسترب على ارتفاع 1500 متر (4900 قدم). انخفضت طائرات ياسترب المتبقية إلى بضع مئات من الأمتار وحلقت على مستوى منخفض لاستخدام التضاريس الجبلية للاختباء من الرادار والعودة إلى أودبينا. ضغط رايت على الزر ليكون صاروخ إيه آي إم-9 سايدويندر ضمن نطاق الهدف واشتبك مع طائرتين بصواريخ سايدويندر الحرارية وأطلق الصاروخ عليهما.
بعد أن استنفد كل صواريخه ونفاد الوقود سلم رايت راية المطاردة لطائرة الجناح بقيادة الكابتن سكوت أوغرادي الذي كان يحلق فوق طائرة قائده. هبط أوغرادي للاشتباك وأطلق صاروخ إيه آي إم-9 سايدويندر الذي ألحق أضرار بالغة في ذيل طائرة ياسترب المستهدفة. اقتربت الطائرات الأمريكية من الوصول إلى نقطة في خزان الوقود التي تدل على أن الطائرة ليس لديها ما يكفي من الوقود للعودة لذلك انسحبوا للتزود بالوقود جوا من ناقلة من طراز بوينغ كيه سي -135 التي تدور في مدار فوق البحر الأدرياتيكي.
في الوقت نفسه تم توجيه الطائرتين الآخرين من طراز إف-16 «الفارس 25» و «الفارس 26» إلى المنطقة بواسطة أواكس. في الساعة 6:50 صباحا تمكنت طائرة «الفارس 25» بقيادة النقيب ستيف «يوغي» ألين من أن يكون خلف إحدى طائرات ياسترب مباشرة التي تحلق على ارتفاع منخفض جدا. أطلق عليها صاروخ سايدويندر وأسقط طائرة جاي-21 ياسترب أخرى. عادت رحلة طائرة الفارس 25 بقوة إلى الجنوب حيث شكلت طائرة الفارس 26 بقيادة العقيد جون «جيس» ماير قفلا رادارا على طائرة أخرى هاربة إلى الشمال الغربي. بعد دقيقة من المطاردة انقطع الاتصال بالرادار واشتبكت الطائرة في هجوم. بسبب انخفاض الوقود عادت طائرتي الفارس 25 و 26 إلى الناقلة فوق البحر الأدرياتيكي. بعد التزود بالوقود استأنفوا الدوريات الجوية القتالية فوق البوسنة والهرسك. تمكنت إحدى طائرات صرب البوسنة المتبقية من الهبوط بسبب نفاد الوقود في قاعدة أودبينا الجوية في جمهورية كرايينا الصربية في كرواتيا حاليا.
نسبت القوات الجوية الأمريكية ثلاث عمليات قتل للكابتن روبرت جوردون «ويلبر» رايت الذي حلق بطائرة إف-16 سي-40 رقم 89-2137/آر إس مستخدما صاروخي إيه آي إم-120 أمرام وإيه آي إم-9 سايدويندر. وقتل واحد باستخدام إيه آي إم-9 سايدويندر للكابتن ستيفن ل. «يوغي» ألين الذي قاد طائرة إف-16 سي-40 رقم 89-2009/آر إس من نفس الوحدة. اعترفت جمهورية صرب البوسنة بفقدان خمس طائرات في الحادث. ربما ينبع التناقض من حقيقة أن طائرة إضافية تحطمت بعد أن أصابها انفجار صاروخ أثناء محاولتها الهروب في رحلة منخفضة المستوى.
كان هذا الاشتباك هو أول عمل في زمن الحرب تقوم به قوات الناتو منذ تشكيلها في عام 1949.

## طيارو جمهورية صرب البوسنة
طيارو جمهورية صرب البوسنة المتورطون في الحادث هم:
- النقيب الدرجة الأولى رانكو فوكميروفيتش[7] (قتل في المعركة).
- النقيب الدرجة الأولى زفيزدان بيشي (قتل في المعركة).
- النقيب الدرجة الأولى غوران زاريتش تمت مطاردته على ارتفاع منخفض (قتل في المعركة).
- نجا الرائد أوروش ستودين بعد مطاردته بالقرب من يايتسي.
- نجا النقيب من الدرجة الأولى زلاتكو ميكيريفي على الأرجح بالقرب من قريتي برافسكو وسركفينو على بعد 14 كيلومتر (9 ميل) غرب كليوتش.
- هبط النقيب من الدرجة الأولى زلاتان كرناليتش في مطار أودبينا بطائرته جاي-21 ياسترب 24275 التي كانت متضررة بشدة وبعد إصلاحها عادة للخدمة مجددا.